# Paula Marcelo
Ana Paula Marcelo (Lisboa, 6 de janeiro de 1967) é uma atriz portuguesa.
Além de atriz, desde 2023 segue carreira como assistente operacional no Hospital Egas Moniz, em Lisboa.

## Televisão
- Actriz convidda em País Irmão, RTP 2017
- Elenco adicional, Odete emD Ouro Verde, TVI 2017
- Actriz convidada, Linda Aguiar em Filha da Lei, RTP 2016
- Elenco adicional, Inspectora em  Água de Mar, RTP 2014
- Participação especial, Cliente em Mar de Paixão, TVI 2010
- Elenco adicional, Francisca Moreira em Morangos com Açúcar, TVI 2009-2010
- Actriz convidada, Carla em Camilo, o Presidente, SIC 2009
- Elenco adicional, Agente de Sandra em Pai à Força, RTP 2008
- Elenco principal, Vários Papéis em  Malucos no Hospital, SIC 2008
- Actriz convidada em A Minha Família, RTP 2007
- Participação especial, Beatriz Miranda em  Floribella, SIC 2006-2007
- Elenco principal, Amélia em Camilo em Sarilhos, SIC 2005-2006
- Elenco principal, Vários Papéis em  Os Malucos nas Arábias, SIC 2005
- Elenco principal, Vários Papéis em  Malucos e Filhos, SIC 2005
- Elenco principal, Passageira do Navio em Maré Alta, SIC 2004
- Elenco principal, Luísa em Camilo, o Pendura, RTP 2002
- Elenco adicional, Rapariga dos Bolos em A Loja do Camilo, SIC 1999-2000
- Actriz convidada na sitcom Companhia do Riso, RTP 1999
- Participação especial em Camilo na Prisão, SIC 1998
- Actriz residente no programa Assalto à Televisão, RTP 1998
- Participação especial em As Aventuras do Camilo, SIC 1997
- Elenco principal, Vários Papéis em Malucos do Riso, SIC 1996-1998
- Participação especial, Professora de Madalena em Filhos do Vento, RTP 1996
- Participação especial, Secretária em Polícias, RTP 1996
- Actriz convidada, Clarinha em Camilo & Filho Lda., SIC 1995
- Elenco principal, Vários Papéis em Isto é o Agildo, RTP 1994
- Elenco adicional, Gilda em Lendas e Factos da História de Portugal, RTP 1990
- Elenco principal, Alzira em Ricardina e Marta, RTP 1989

## Teatro
- 1986 - "Até Pinga no Pão" - Digressão
- "Cá Estão Eles" - Teatro Laura Alves
- "Ai Cavaquinho" - Teatro ABC
- 1992 - "Toma Lá Que é Democrático" - Digressão
- 1993 - "Isto é Que Vai uma Crise!" - Digressão (Produção de Sidónio Pereira)

...
- 2013 - "Vou Já Bazar Daqui!" - Digressão (C2E)[2]
- 2014 - "Um Noivado no Dafundo" - Dramax Oeiras[3]
- 2015 - "A Farsa de Inês Pereira" - Dramax Oeiras[3]
- 2016 - "A Dama das Camélias" - Dramax Oeiras[3]
- 2017 - "Amália - O Musical" - Teatro Politeama[4]
- 2018 - "Quem é o Jeremias?" - Digressão[5]
- 2018 - "O Amor Falou Mais Alto" - Dramax Oeiras[3]
- 2018 - "Filha da Mãe" - Digressão[6]
- 2019 - "Procuro o Homem da Minha Vida. Marido já Tive" - Dramax Oeiras[7]
- 2019 - "Selva Com Elas" - Digressão[8]
- 2020 - "Os Impagáveis" - Teatro Independente de Oeiras[9]
- 2020 - "Aqui Há Fantasmas" - Teatro Independente de Oeiras[10]
- 2021 - "Janela de Aluguer" - Teatro Independente de Oeiras/Digressão[11]

## Vida pessoal
Viveu com o ator Camilo de Oliveira desde 1981 até à morte deste, em 2016. Nunca foi casada com o ator, na medida em que este nunca se chegou a divorciar da primeira mulher, Maria Luísa Reis Oliveira.
Em setembro de 2019 casou-se com Jorge Lopes.